# Сеттервалль, Гуннар
Карл Гуннар Эмануэль Сеттерваль (швед. Carl Gunnar Emanuel Setterwall; 18 августа 1881, Стокгольм — 26 февраля 1928, там же) — шведский теннисист, призёр Олимпийских игр 1908 и 1912 годов.
Гуннар родился в семье железнодорожного магната и миллионера Карла Сеттерваля (1842—1909). После смерти отца возглавил семейный бизнес, совмещая его с профессиональными занятиями теннисом. Более 16 лет Сеттерваль считался сильнейшим теннисистом Швеции, выиграв 12 национальных чемпионатов в одиночном разряде, а также серебряную медаль мирового первенства 1913 года. Однако прежде всего он известен успешными выступлениями на международных соревнованиях в парном разряде.
На лондонской Олимпиаде 1908 года Сеттерваль в паре со своим соотечественником Вольмаром Бустрёмом выиграл бронзовые медали в парном разряде в помещении. Четыре года спустя он выиграл три медали (2 серебра и 1 бронзу) на Олимпиаде 1912 года в Стокгольме в парах с Сигрид Фик и Карлом Кемпе.
Гуннар Сеттерваль был лично знаком с шведской королевской семьёй. Сам король Густав V был его постоянным теннисным партнёром. В 1906 году Сеттерваль и Густав, ещё бывший в то время кронпринцем, стали победителями парного международного турнира в Мальмё, победив в финале будущего партнёра Гуннара на Олимпийских играх Карла Кемпе, игравшего в паре с англичанином Дерингом.